# Всероссийский НИИ садоводства имени И. В. Мичурина
Всероссийский НИИ садоводства имени И. В. Мичурина — научный институт, занимающийся проблемами садоводства.
В 1931 году по инициативе И. В. Мичурина в городе Козлове (ныне Мичуринск) был создан Центральный научно-исследовательский институт северного плодоводства. С 1 июля 1931 года институт начал осуществлять руководство плодово-ягодными станциями, находящимися в зоне его обслуживания. Позднее институт получил в своё подчинение 33 опытных станции, он координировал работу 8 республиканских и 4 зональных институтов.
В результате многолетней деятельности во ВНИИС им. И. В. Мичурина создано более 100 сортов плодовых и ягодных культур, в том числе: яблони — 17, груши — 1, вишни — 7, черешни — 4, сливы — 5, абрикоса — 1, смородины чёрной — 23, смородины красной — 1, крыжовника — 22, малины — 7, земляники — 19, жимолости — 1, облепихи — 2, калины — 1, винограда — 3. На 12 сортов получены патенты. Получено свыше 180 сортов цветочно-декоративных культур, в том числе: лилии — 100, гладиолуса — более 50, астры однолетней — более 30

## История

Осенний парк у ВНИИС им. Мичурина

За время существования не раз менялись названия института и его подчинённость:
- 30.06.1931 г. — Центральный НИИ северного плодово-ягодного хозяйства им. И. В. Мичурина Всероссийской Академии сельскохозяйственных наук им. В. И. Ленина;
- 15.11.1933 — 14.04.1956 гг. — НИИ плодоводства им. И. В. Мичурина ВАСХНИЛ Народного комиссариата земледелия СССР (с 15.03.1946 г. — Министерства сельского хозяйства РСФСР);
- 14.04.1956 — 24.10.1965 гг. — НИИ садоводства им. И. В. Мичурина Министерства сельского хозяйства РСФСР (с 01.12.1953 г. — Министерства сельского хозяйства СССР);
- 24.10.1965 — 10.10.1981 гг. — Всесоюзный НИИ садоводства им. И. В. Мичурина Министерства сельского хозяйства СССР (с 23.04.1981 г. — Министерства плодоовощного хозяйства СССР);
- 10.10.1981 — 20.05.1992 гг. — Всесоюзный ордена Трудового Красного Знамени НИИ садоводства им. И. В. Мичурина Минплодоовощхоза СССР (с 09.10.1991 г. — Россельхозакадемии);
- с 20.05.1992 г. — Государственное научное учреждение Всероссийский НИИ садоводства им. И. В. Мичурина РАСХН[3].

## Структура института
- Отдел агротехники семечковых культур
- Отдел размножения плодовых культур
- Отдел экологии сада
- Лаборатория защиты и стрессоустойчивости растений
- Лаборатория подготовки и содержания почвы
- Группа агрохимии
- Лаборатория косточковых культур
- Отдел ягодных культур
- Группа «Технологии земляники»
- Лаборатория цветоводства
- Отдел послеуборочных технологий
- Лаборатория качества и прогрессивных технологий хранения плодов и ягод
- Лаборатория для послеуборочных технологий технических средств
- Отдел информации
- Инженерный центр

## Известные сотрудники института
- Болдырев, Михаил Иванович — доктор с.-х. наук (1986), профессор, заслуженный деятель науки РФ (1995); внес значительный вклад в разработку методов защиты растений от естественных вредителей; зав. отделом защиты растений (1964—1977), директор ВНИИС им. И. В. Мичурина (1984—1988)[4];
- Гудковский, Владимир Александрович — доктор с.-х. наук (1991), профессор (1997), академик РАСХН (1997); крупный ученый в области хранения фруктов и овощей; директор ВНИИС им. И. В. Мичурина (1988—2007).
- Степанов, Сергей Николаевич (1915—1990) — доктор сельскохозяйственных наук, профессор, заслуженный деятель науки; директор ВНИИС им. И. В. Мичурина (1966—1977).
- Куминов, Евгений Петрович (1928—2006)- доктор сельскохозяйственных наук, профессор, заслуженный деятель науки, заместитель директора по науке во ВНИИС им. И. В. Мичурина (1984—1989), заведующий Селекционным центром по плодовым и ягодным культурам (1988—1992).